# Fuga dissociativa

Estima-se que 0,2% da população experiencia uma fuga dissociativa durante a vida.

Fuga dissociativa ou fuga psicogênica é um transtorno raro em que uma pessoa perde a memória e se desloca grandes distâncias, para locais desconhecidos, ficando confusa quanto a própria identidade. Podem criar outra identidade durante essa confusão. É psicogênica pois a origem é psicológica, não sendo causada por drogas ou doenças. Sua frequência aumenta durante guerras, em locais altamente violentos e em vítimas de desastres naturais.
No CID-10 é classificado como transtorno neurótico causado por estresse grave, mais especificamente como um transtorno dissociativo (F44), similar a amnésia dissociativa, por se tratar de um distúrbio das funções normalmente integradas de consciência, memória, identidade e percepção do ambiente.

## Causas
A fuga dissociativa tem sido associada a um estado de estresse grave, que pode ser o resultado de eventos traumáticos como abusos, guerras, acidentes, catástrofes ou violência extrema que a pessoa tenha experimentado ou testemunhado. O uso ou abuso de álcool e certas drogas também pode causar estados de fuga e perda de memória similares, mas esses casos não são classificados como fuga dissociativa.
A morte trágica de um ou mais entes queridos ou pressões insuportáveis no trabalho, estudos ou em casa, podem levar algumas pessoas a fugir por breves períodos em um estado de confusão mental e amnésia dissociativa.
Pode se tratar de um mecanismo de defesa evolutivo, pois fugir de uma situação altamente ameaçadora e esquecer a situação traumática pode ser útil para a sobrevivência dos animais.

## Sinais e sintomas
As características desse transtorno são:
- Viagem não planejada e inesperada para local desconhecido;
- Incapacidade ou dificuldade em recordar o próprio passado;
- Dificuldade de lembrar sobre si mesmo, podendo formar nova identidade;
- Sofrimento ou prejuízo significativo no funcionamento social ou ocupacional.

O comportamento do indivíduo no curso do transtorno pode parecer perfeitamente normal para observadores desinformados.

## Diagnóstico
Estudos de neuroimagem, eletroencefalograma (EEG) e exames de sangue, são usados para descartar a possibilidade de ter sido resultado de alguma doenças físicas ou efeitos colaterais de drogas. Caso a causa seja drogas não se utiliza esse diagnóstico.
Critérios Diagnósticos para fuga dissociativa segundo o CID-10 F44.1 e DSM-IV 300.13 são:
- A perturbação predominante é uma viagem súbita e inesperada para longe de casa ou do local costumeiro de trabalho do indivíduo, com incapacidade de recordar o próprio passado.
- Confusão acerca da identidade pessoal ou adoção (parcial ou completa) de uma nova identidade.
- A perturbação não ocorre exclusivamente durante o curso de um transtorno dissociativo de identidade nem se deve aos efeitos fisiológicos diretos de uma substância (por ex., droga de abuso, medicamento) ou de uma condição médica geral (por ex., epilepsia do lobo temporal).
- Os sintomas causam sofrimento clinicamente significativo ou prejuízo no funcionamento social ou ocupacional ou em outras áreas importantes da vida do indivíduo.

Não deve ser confundido com um surto psicótico, onde a perda de contato com a realidade e esquecimento são causados por problemas neurológicos ou induzidos por alucinógenos.

## Tratamento
Psicoterapia pode ajudar a pessoa a lidar melhor com eventos traumáticos e com estresse grave prevenindo novos casos. Lembrar dos eventos traumáticos costumam gerar diversas emoções desagradáveis que requerem apoio psicológico. Muitas pessoas tem uma recuperação rápida em apenas alguns dias. Poucos casos duram mais que alguns meses, porém é comum que ocorram múltiplos casos com a mesma pessoa.
O paciente é estimulado a conversar sobre conflitos e refletir melhor sobre a eficiência e consequência de seus comportamentos na resolução desses conflitos. Hipnose pode ser utilizada para ajudar o paciente a lembrar dos eventos traumáticos.
Não há medicação específica para prevenir fuga dissociativa ou curar a amnésia, mas remédios para a ansiedade, remédios para delírios e alucinações e remédios para depressão podem ajudar a prevenir crises caso eles sejam uma das principais causas da fuga.

## Casos famosos
- Agatha Christie desapareceu em 3 dezembro de 1926 para reaparecer 11 dias mais tarde, em um hotel em Harrogate, aparentemente sem memória dos eventos que aconteceram durante esse intervalo de tempo.[8]

- Shirley Ardell Mason, também conhecida como "Sybil", reapareceu sem nenhuma lembrança do que aconteceu no intervalo de tempo em que esteve desaparecida. Ela se lembra de "estar aqui e depois não estar mais" e não ter a mesma identidade, mas pode ter sido um caso de Transtorno dissociativo de identidade (múltiplas personalidades).

- Jody Roberts, uma repórter do jornal Tribune de Tacoma, desapareceu em 1985, e só foi encontrada 12 anos mais tarde, em Sitka, no Alasca, vivendo sob o nome de "Jane Dee Williams." Embora tenha havido algumas suspeitas iniciais de que ela tinha fingindo amnésia, alguns especialistas passaram a defender que ela realmente sofreu um estado de fuga prolongada.[9]

- O inglês David Fitzpatrick foi analisado por cinco séries de televisão sobre pessoas extraordinárias. Ele entrou em um estado de fuga em 4 de dezembro de 2005, e ainda está trabalhando em recuperar as memórias de sua vida inteira.[10]

- Hannah Upp, uma professora de Nova Iorque, desapareceu em 28 de agosto de 2008. Ela foi resgatada a partir do porto de Nova Iorque em 16 de setembro sem nenhuma lembrança do tempo entretanto decorrido. O episódio foi diagnosticado como fuga dissociativa.

- Jeff Ingram apareceu em Denver, em 2006, sem nenhuma memória de seu nome ou de onde ele era. Depois de aparecer na televisão nacional pedido ajuda para ser identificado, sua noiva Penny Denver o reconheceu e identificou. O episódio foi diagnosticado como fuga dissociativa, pois Jeff já havia tido amnésia anteriormente e teve outro episódio no ano seguinte.[11]

## Na ficção
- Em One Tree Hill, o personagem Clay experimenta uma fuga dissociativa na nona temporada.

- Na série de TV Breaking Bad, o personagem Walter White finge uma fuga dissociativa para encobrir o seu rapto.

- Na série de TV Doctor Who, o personagem no especial de Natal 2009 ", Jackson Lago," sofre de um estado de fuga, depois de testemunhar a morte de sua esposa por um ataque Cyberman.

- Na terceira temporada da série de TV Lois e Clark: As Novas Aventuras do Superman, Lois Lane tem uma fuga dissociativa após ser raptada por Lex Luthor, assumindo a personalidade de Wanda Detroit, personagem de um romance que escreveu. Ela demora cinco episódios para recuperar a memória completamente.

- Fuga Dissociativa afeta muitos personagens em filmes de David Lynch sendo o exemplo mais explícito o protagonista de Lost Highway.

- Em Assassin Creed 3 o personagem Desmond Miles experimenta um estado de fuga ao entrar pela primeira vez o Animus.
- Na novela brasileira Cobras & Lagartos, o personagem Luciano (Carmo Dalla Vecchia) possui fuga psicogênica durante vários momentos da trama, sendo manipulado por outros personagens, apesar de recuperar a memória um tempo depois.
- No sétimo episódio da vigésima temporada de Law & Order SVU, a personagem Sophie Simmons acaba sofrendo de transtorno dissociativo de fuga, tornando-se Grace Walker e passando a morar na rua, após sofrer um abuso sexual por parte do professor da universidade na qual estudava.

- No décimo episódio, da quarta temporada, da série "O Mentalista", Patrick Jane (interpretado por Simon Baker) passa por transtorno dissociativo após ter sofrido uma tentativa de homicídio, enquanto procurava a arma do crime que matou o bombeiro Paul Satterfield (interpretado por Joshua Cox).